# Ближнеборисовский сельсовет
Ближнебори́совский сельсовет — упразднённое муниципальное образование (сельское поселение) в составе Кстовского района Нижегородской области России.
Административный центр — село Ближнее Борисово.
Законом Нижегородской области от 10 декабря 2021 года № 137-З к 23 декабря того же года муниципальный район был преобразован в муниципальный округ, сельское поселение упразднено.

## История
Статус и границы сельского поселения установлены Законом Нижегородской области от 15 июня 2004 года № 60-З «О наделении муниципальных образований — городов, рабочих посёлков и сельсоветов Нижегородской области статусом городского, сельского поселения».

## Население
| 2002  | 2010  | 2012  | 2013  | 2014  | 2015  | 2016  |
| ----- | ----- | ----- | ----- | ----- | ----- | ----- |
| 4907  | ↗5321 | ↗5440 | ↗5530 | ↗5666 | ↗5742 | ↗5921 |
| 2017  | 2018  | 2019  | 2020  | 2021  |       |       |
| ↗6008 | ↗6116 | ↗6152 | ↗6205 | ↘5238 |       |       |

## Состав сельского поселения
| № | Населённый пункт | Тип населённого пункта       | Население |
| - | ---------------- | ---------------------------- | --------- |
| 1 | Ближнее Борисово | село, административный центр | ↗1273     |
| 2 | Вязовка          | село                         | ↗1495     |
| 3 | Дружный          | посёлок                      | ↗2229     |
| 4 | Митино           | деревня                      | ↗214      |
| 5 | Румянцево        | деревня                      | ↘110      |